# North American Soccer League (1982)
North American Soccer League 1982 – 15. sezon NASL, ligi zawodowej znajdującej się na najwyższym szczeblu rozgrywek w Stanach Zjednoczonych i Kanadzie. Finał Soccer Bowl został rozegrany 18 września 1982 roku. Soccer Bowl zdobyła drużyna New York Cosmos.

## Rozgrywki
W rozgrywkach NASL w sezonie 1982 udział wzięły 14 zespołów. Z rozgrywek wycofały się: Atlanta Chiefs, Calgary Boomers, California Surf, Dallas Tornado, Washington Diplomats (wrzesień 1981), Los Angeles Aztecs i Minnesota Kicks (listopad-grudzień 1981).

## Sezon zasadniczy
W = Wygrane, P = Porażki, GZ = Gole strzelone, GS = Gole stracone, PKT = Liczba zdobytych punktów
Punktacja:
- 6 punktów za zwycięstwo
- 4 punkty za zwycięstwo po rzutach karnych
- 1 punkt każdy za gol zdobyty w trzech meczach
- 0 punktów za porażkę[2]

| Eastern Division | W  | P  | GZ | GS | PKT |
| ---------------- | -- | -- | -- | -- | --- |
| New York Cosmos  | 23 | 9  | 73 | 52 | 203 |
| Montreal Manic   | 19 | 13 | 60 | 43 | 159 |
| Toronto Blizzard | 17 | 15 | 64 | 47 | 151 |
| Chicago Sting    | 13 | 19 | 56 | 67 | 129 |

| Southern Division        | W  | P  | GZ | GS | PKT |
| ------------------------ | -- | -- | -- | -- | --- |
| Fort Lauderdale Strikers | 18 | 14 | 64 | 74 | 163 |
| Tulsa Roughnecks         | 16 | 16 | 69 | 57 | 151 |
| Tampa Bay Rowdies        | 12 | 20 | 47 | 77 | 112 |
| Jacksonville Tea Men     | 11 | 21 | 41 | 71 | 105 |

| Western Division     | W  | P  | GZ | GS | PKT |
| -------------------- | -- | -- | -- | -- | --- |
| Seattle Sounders     | 18 | 14 | 72 | 48 | 166 |
| San Diego Sockers    | 19 | 13 | 71 | 54 | 162 |
| Vancouver Whitecaps  | 20 | 12 | 58 | 48 | 160 |
| Portland Timbers     | 14 | 18 | 49 | 44 | 122 |
| San Jose Earthquakes | 13 | 19 | 47 | 62 | 114 |
| Edmonton Drillers    | 11 | 21 | 38 | 65 | 93  |

| Awans do playoff         |
| Mistrz rundy zasadniczej |

## Drużyna gwiazd sezonu
| Pozycja | Pierwsza drużyna                       | Druga drużyna                               | Wyróżnienia |
| ------- | -------------------------------------- | ------------------------------------------- | --- |
| BR      | Hubert Birkenmeier (New York Cosmos)   | Jan van Beveren (Fort Lauderdale Strikers)  | Jan Möller (Toronto Blizzard)                                                                                     |
| OB      | Frantz Mathieu (Chicago Sting)         | Barry Wallace (Tulsa Roughnecks)            | Bruce Wilson (Toronto Blizzard)                                                                                   |
| OB      | Cho Young-jeung (Portland Timbers)     | Jeff Durgan (New York Cosmos)               | Mike Connell (Tampa Bay Rowdies)                                                                                  |
| OB      | Peter Nogly (Tampa Bay Rowdies)        | Carlos Alberto Torres (New York Cosmos)     | John Wile (Vancouver Whitecaps)                                                                                   |
| OB      | Andranik Eskandarian (New York Cosmos) | Ray Evans (Seattle Sounders)                | Bob Lenarduzzi (Vancouver Whitecaps)                                                                              |
| PO      | Vladislav Bogićević (New York Cosmos)  | Steve Daley (Seattle Sounders)              | Vince Hilaire (San Jose Earthquakes)                                                                              |
| PO      | Ace Ntsoelengoe (Toronto Blizzard)     | Johan Neeskens (New York Cosmos)            | Ray Hudson (Fort Lauderdale Strikers)                                                                             |
| PO      | Arno Steffenhagen (Chicago Sting)      | Teófilo Cubillas (Fort Lauderdale Strikers) | Juli Veee (San Diego Sockers)                                                                                     |
| NA      | Giorgio Chinaglia (New York Cosmos)    | Steve Hunt (New York Cosmos)                | Branko Šegota (Fort Lauderdale Strikers)                                                                          |
| NA      | Peter Ward (Seattle Sounders)          | Karl-Heinz Granitza (Chicago Sting)         | David Byrne (Toronto Blizzard)                                                                                    |
| NA      | Ricardo Alonso (Jacksonville Tea Men)  | Pato Margetic (Chicago Sting)               | Laurie Abrahams (Tulsa Roughnecks) / Godfrey Ingram (San Jose Earthquakes) / Carl Valentine (Vancouver Whitecaps) |

## Playoff

### Ćwierćfinały
| Drużyna 1         | Vs | Drużyna 2                | Pierwszy mecz | Drugi mecz | Trzeci mecz |                                                                   |
| ----------------- | -- | ------------------------ | ------------- | ---------- | ----------- | ----------------------------------------------------------------- |
| New York Cosmos   | –  | Tulsa Roughnecks         | 5:0           | 0:1        | 1:0         | 25 sierpnia – 23,917 • 28 sierpnia – 15,817 • 1 września – 24,209 |
| Seattle Sounders  | –  | Toronto Blizzard         | 4:2           | 1:2 (OT)   | 4:2         | 25 sierpnia – 13,005 • 27 sierpnia – 5,099 • 1 września – 17,332  |
| Montreal Manic    | –  | Fort Lauderdale Strikers | 3:2 (OT)      | 0:1 (OT)   | 1:4         | 25 sierpnia – 15,232 • 29 sierpnia – 10,696 • 1 września – 11,897 |
| San Diego Sockers | –  | Vancouver Whitecaps      | 5:1           | 0:1        | 2:1         | 25 sierpnia – 7,267 • 29 sierpnia – 18,253 • 2 września – 8,857   |

### Półfinały
| Drużyna 1        | Vs | Drużyna 2                | Pierwszy mecz | Drugi mecz | Trzeci mecz |                                                                  |
| ---------------- | -- | ------------------------ | ------------- | ---------- | ----------- | ---------------------------------------------------------------- |
| New York Cosmos  | –  | San Diego Sockers        | 2:1           | 2:1 (OT)   | x           | 5 września – 34,653 • 8 września – 13,074                        |
| Seattle Sounders | –  | Fort Lauderdale Strikers | 2:0           | 3:4 (OT)   | 1:0 (OT)    | 4 września – 17,338 • 8 września – 15,196 • 10 września – 28,986 |

### Soccer Bowl 1982
| 18 września 1982 | New York Cosmos · Chinaglia 30:17' | 1:0 | Seattle Sounders | Jack Murphy Stadium, San Diego Widzów: 22 634 Sędzia: David Socha |
|                  |                                    |     |                  |                                                                   |

| North American Soccer League 1982 Zwycięzcy |
| ------------------------------------------- |
| New York Cosmos 5. Tytuł                    |

## Nagrody
- MVP: Peter Ward (Seattle Sounders)
- Trener Roku: Johnny Giles (Vancouver Whitecaps)
- Odkrycie Roku: Pedro DeBrito (Tampa Bay Rowdies)
- Piłkarz Roku Ameryki Północnej: Mark Peterson (Seattle Sounders)[6]
- MPV Soccer Bowl: Giorgio Chinaglia (New York Cosmos)[4]